# Bus (Passo di Calais)
Bus è un comune francese di 132 abitanti situato nel dipartimento del Passo di Calais nella regione dell'Alta Francia.

## Storia

### Simboli
Lo stemma del comune è ispirato a quello della famiglia de Bus.

### Onorificenze
- Croix de guerre 1914-1918

## Società

### Evoluzione demografica
Abitanti censiti